# La Vie des morts
La Vie des morts è un mediometraggio del 1991 scritto e diretto da Arnaud Desplechin, al suo primo film professionista, che ne ha lanciato la carriera come autore.

## Trama
In una cittadina del nord della Francia, Patrick, un giovane di vent'anni, cerca di uccidersi sparandosi in testa. Mentre è ricoverato in ospedale tra la vita e la morte, in attesa di un'operazione, la sua famiglia allargata si riunisce nella casa di famiglia e s'interroga sulle ragioni del suo gesto.

## Distribuzione
A causa della sua durata, il film è stato rifiutato da vari festival sia di cortometraggi che di lungometraggi prima di venire selezionato al 3º Festival Premiers Plans di Angers, dedicato alle opere prime, dove avrebbe dovuto essere presentato fuori concorso poiché troppo corto: tuttavia, la defezione all'ultimo minuto del film Fortune Express di Olivier Schatzky in favore del 44º Festival di Berlino gli ha permesso di sostituirlo in concorso ed esservi presentato nel gennaio del 1991. In seguito all'accoglienza entusiastica da parte della critica lì presente, è stato selezionato al 44º Festival di Cannes (in via del tutto eccezionale, dato il requisito di esclusività richiesto dal festival). Vi è stato presentato l'11 maggio 1991 all'interno della Settimana internazionale della critica.
Il film è stato quindi distribuito nelle sale cinematografiche francesi a partire dal 12 giugno 1991.
In Italia, è stato presentato al Bergamo Film Meeting e al Festival France Cinéma di Firenze lo stesso anno.

## Accoglienza
Nonostante fosse un mediometraggio e lui avesse diretto solamente due cortometraggi scolastici prima, La Vie des morts è stato istantaneamente la rivelazione di Arnaud Desplechin, venendo accolto «tra gli osanna della critica» sin dalla sua anteprima al Festival Premiers Plans.

## Riconoscimenti
- 1991 - Premio Jean Vigo
  - Miglior cortometraggio
- 1991 - Bergamo Film Meeting[8]
  - Rosa camuna di bronzo
- 1991 - Festival France Cinéma[9]
  - Premio speciale della giuria (ex aequo con Delicatessen)
- 1991 - Festival Premiers Plans d'Angers[2]
  - Premio PROCIREP
  - SACD Grand Prize